# Crisocolla
La crisocolla è un minerale utile, anche se di non grande pregio, per l'estrazione del rame, della famiglia dei silicati.

## Morfologia
Si presenta in masse stalattitiche, concrezioni e incrostazioni terrose microcristalline e di colore verde brillante o bluastro, ma anche incrostazioni o sferule verde-azzurre. Il minerale presenta interessanti concrezioni su azzurrite e malachite.

## Origine e giacitura
Il minerale è assai diffuso come prodotto di alterazione di altri minerali di rame.
In particolare si trova come cappello di minerali di rame, associata ad azzurrite, malachite, cuprite e rappresenta un importante indizio per la presenza di fonti di rame sfruttabili.

## Proprietà fisiche
Riscaldata non fonde ma diventa nerastra e colora la fiamma di verde, è decomposta dall'acido cloridrico con separazione di silice gelatinosa.

## Uso
È usato per produrre un pigmento inorganico, noto anche come: colla d'oro, viride, verde di banda, krysocolla, hispanicum, lutea e orobitis. Non è oggi sfruttato per la produzione di rame.

## Miniere principali
- Italia. a Calabona in Sardegna, a Campiglia Marittima e Isola d'Elba in Toscana, a Traversella in Piemonte, alla Predarossa (Sondrio) e ai Monzoni (Trento).[4][3]
- Resto del mondo. Ray in Arizona, in Nuovo Messico, a Chuquicamata in Cile, in Marocco, in Zimbabwe, sugli Urali in Russia e in Repubblica Democratica del Congo.[4][3]